# Anomalon protogaeum
Anomalon protogaeum là một loài tò vò trong họ Ichneumonidae.